# Patrick Peyton
Patrick Peyton (Attymass, Mayo, 9 de gener de 1909 - Los Angeles, 3 de juny de 1992) va ser un sacerdot irlandès-estatunidenc que va llançar una campanya mundial anomenada Croada d'Oració es va fer famosíssim amb aquest lema, que patrocinava el Rosari en família. Concretament, segons ell, "la família que resa unida roman unida"

Patrick Peyton va néixer el 9 de gener de 1909, al Comtat de Mayo, a Irlanda. Era fill de John Peyton i Mary Gillard Peyton, el sisè de nou que va tenir la parella. La seva família va viure en situació de pobresa, però gaudien de gran devoció religiosa, sobretot a l'oració del rosari.
Va emigrar als vint anys als Estats Units, es va establir a Scranton (Pennsilvània), on va treballar com a sagristà de la catedral.
Patrick desitjava ser sacerdot, però no posseïa diners per estudiar, ni per a entrar al seminari. Va explicar el seu anhel a Monsenyor Paul Kelly, qui li va pagar la seva educació. En 1928, va conèixer a uns sacerdots de la Congregació de Santa Creu, que van impressionar Patrick Peyton. Poc temps després va demanar ser admès per a començar els seus estudis al Seminari de la Universitat de Notre Dame.
L'últim any d'estudis va estar va emmalaltir de tuberculosis durant un any, però es va recuperar de forma suposadament miraculosa, atribuint la seva millora a la intercessió de la Mare de Déu.
El 15 de maig de 1941 va ser ordenat sacerdot, sent la seva primera labor religiosa la d'exercir com a capellà d'un col·legi pertanyent a la Congregació. Va enviar cartes a molts bisbes dels Estats Units perquè es promogués l'oració del rosari a les famílies, com a forma d'agraïment a la Verge per la seva curació.
Els bisbes van donar suport a la campanya del rosari familiar en cadascuna de la seva diòcesi. Patrick Peyton va aconseguir que es transmetés el rosari en una ràdio local totes les tardes. En 1942, va fundar l'Apostolat del Rosari en Família.
En 1947 funda Family Theater Productions, amb el suport de moltes estrelles de Hollywood, una productora dedicada a fer pel·lícules amb valors cristians.
En 1948 va realitzar la seva primera croada del rosari en London (Ontario), Canadà. Aquestes croades tenien la finalitat d'ensenyar a les famílies la importància de resar juntes els misteris del rosari.
Les seves croades del rosari reunien grans multituds: dues-centes vint mil persones a Saint Paul (Minnesota) el 1958, cinc-centes cinquanta mil a San Francisco (Califòrnia) el 1961, dos milions a São Paulo (Brasil) el 1964, vuit-centes mil a Barcelona el 1965.
En totes les seves croades, van assistir un total de vint-i-vuit milions de persones. Després del Papa Joan Pau II, és el segon predicador a arribar a més persones, a més es calculen al voltant de 600 programes de ràdio i televisió produïdes per la productora del Pare Peyton per a promoure el rosari, incloent una dramatització dels misteris del rosaris que va arribar a milions de persones arreu del món.
Va morir el 3 de juny de 1992. La seva causa de beatificació es va obrir l'1 de juny de 2001.

## Curiositats
Va arribar a filmar una pel·lícula a Espanya (Los Misterios del Rosario, 1958).